# I. A třída Královéhradeckého kraje
I. A třída Královéhradeckého kraje patří společně s ostatními prvními A třídami mezi šesté nejvyšší fotbalové soutěže v Česku. Je řízena Královéhradeckým fotbalovým svazem. Hraje se každý rok od léta do jara se zimní přestávkou, účastní se ji 16 týmů z oblasti Královéhradeckého kraje, každý s každým hraje jednou na domácím hřišti a jednou na hřišti soupeře. Celkem se tedy hraje 30 kol. Vítězem se stává tým s nejvyšším počtem bodů v tabulce a postupuje do Královéhradeckého přeboru. Poslední dva týmy sestupují do I. B třídy (skupiny A/B). Do Královéhradecké I. A třídy vždy postupují vítězové skupin I. B třídy (A/B).

## Vítězové
| Ročník    | Vítězný tým                                                |
| --------- | ---------------------------------------------------------- |
| 2002/2003 | TJ Velešov Doudleby nad Orlicí                             |
| 2003/2004 | FC Olympia Hradec Králové                                  |
| 2004/2005 | SK Převýšov                                                |
| 2005/2006 | FK Černilov                                                |
| 2006/2007 | SK Jičín                                                   |
| 2007/2008 | FC Nový Hradec Králové                                     |
| 2008/2009 | FC Milíčeves                                               |
| 2009/2010 | TJ Dvůr Králové nad Labem B                                |
| 2010/2011 | TJ Dvůr Králové nad Labem B                                |
| 2011/2012 | TJ Jiskra Hořice                                           |
| 2012/2013 | SK Dobruška                                                |
| 2013/2014 | FK Vysoká nad Labem                                        |
| 2014/2015 | FK Kostelec nad Orlicí                                     |
| 2015/2016 | TJ Lázně Bělohrad                                          |
| 2016/2017 | FC Vrchlabí                                                |
| 2017/2018 | SK Sobotka                                                 |
| 2018/2019 | TJ Spartak Police nad Metují                               |
| 2019/2020 | TJ Lokomotiva Hradec Králové - nedohráno z důvodu Covid-19 |
| 2020/2021 | FK Jaroměř - nedohráno z důvodu Covid-19                   |
| 2021/2022 | SK Solnice                                                 |
| 2022/2023 | SK Lázně Bělohrad                                          |
| 2023/2024 |                                                            |